# 鎌田あかね
鎌田 あかね（かまた あかね、1991年8月30日 - ）は、日本の元タレントである。本名、鎌田 茜（かまた あかね）。
東京都出身。Y・M・Oに所属していた。
芸能人女子フットサルチームFANTASISTAに所属していたが、チームは2009年3月31日をもって一時休部。父はFANTASISTAのチームドクターを務めていた。

## 出演

### テレビ
- 恋するフットサル（CX）

### ラジオ
- FANTA☆RADIO ｢Welina｣ - 毎週水曜放送

### 舞台
- クリスマスファンタジー（朝倉薫演劇団、2007年12月）
- 櫻の園（2009年4月）

### DVD
- Welina（2007年10月） - ハワイロケ